# マルガリータ・テレサ・デ・エスパーニャ
マルガリータ・テレサ・デ・エスパーニャ（西：Margarita Teresa de España, 1651年7月12日、マドリード - 1673年3月12日、ウィーン）は、スペイン王フェリペ4世の娘で、神聖ローマ皇帝レオポルト1世の最初の皇后。ドイツ語名はマルガレーテ・テレジア・フォン・シュパーニエン（Margarete Theresia von Spanien）。フランス王ルイ14世妃マリア・テレサは異母姉、スペイン・ハプスブルク朝最後の王カルロス2世は同母弟、ヨーゼフ1世とカール6世は死後に後妻が産んだ義理の子、マリア・テレジアは義理の孫、マリー・アントワネットは義理の曾孫、フランツ2世は義理の玄孫、フランツ・ヨーゼフ1世は義理の昆孫、フランツ・ヨーゼフ1世の妃エリザベートは義理の義理の昆孫である。
ディエゴ・ベラスケスの描いた可憐な肖像画でも知られる。

## 生涯

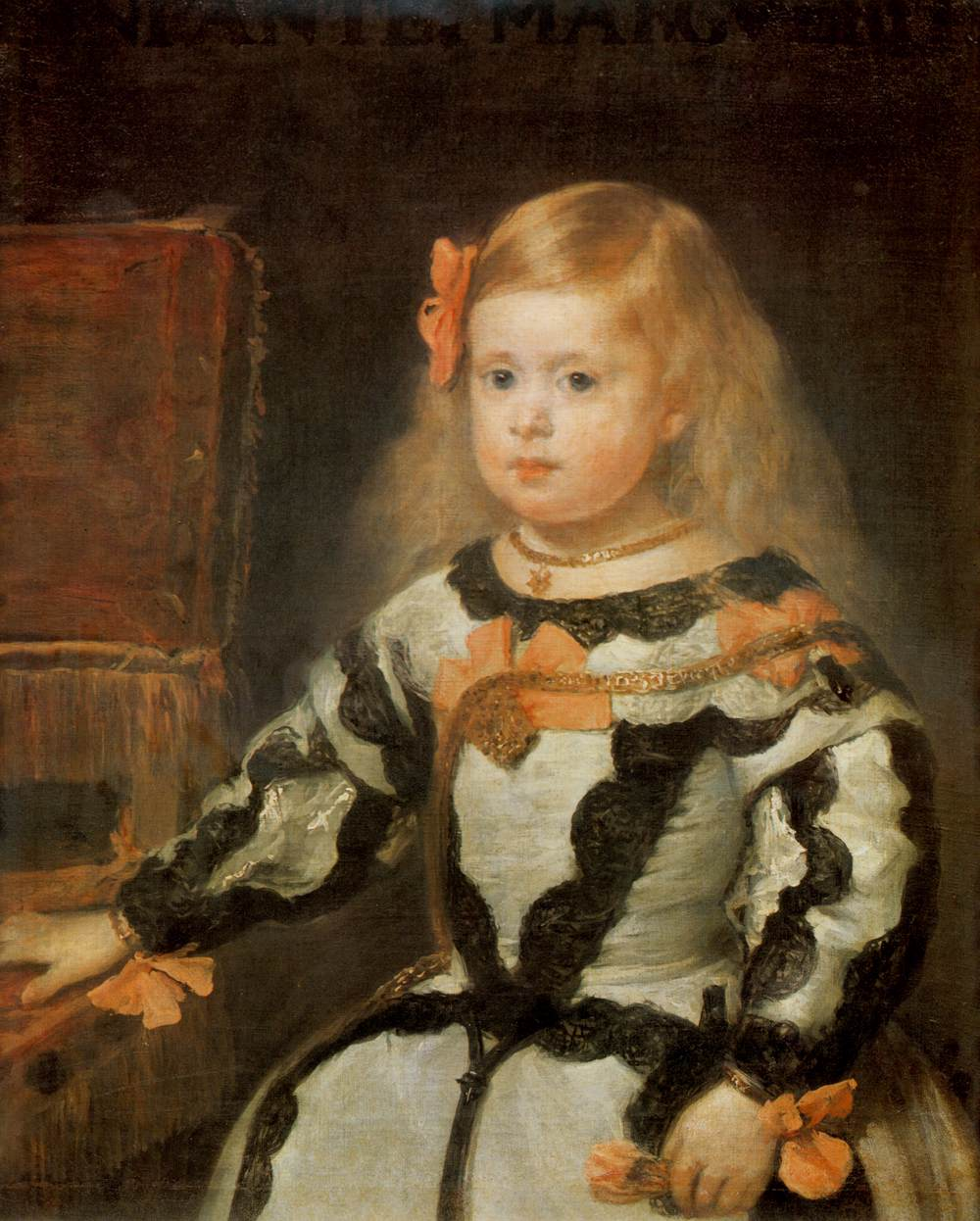
2歳ごろの王女（ベラスケス画、ルーブル美術館収蔵）

フェリペ4世とその2番目の妻で神聖ローマ皇帝フェルディナント3世の娘であるマリアナ（マリア・アンナ）の間の第1子、長女として生まれた。両親は実の伯父と姪の間柄（叔姪婚）で、マリアナは6人の子供を産んだが、成育したのはマルガリータと末息子のカルロスだけだった。

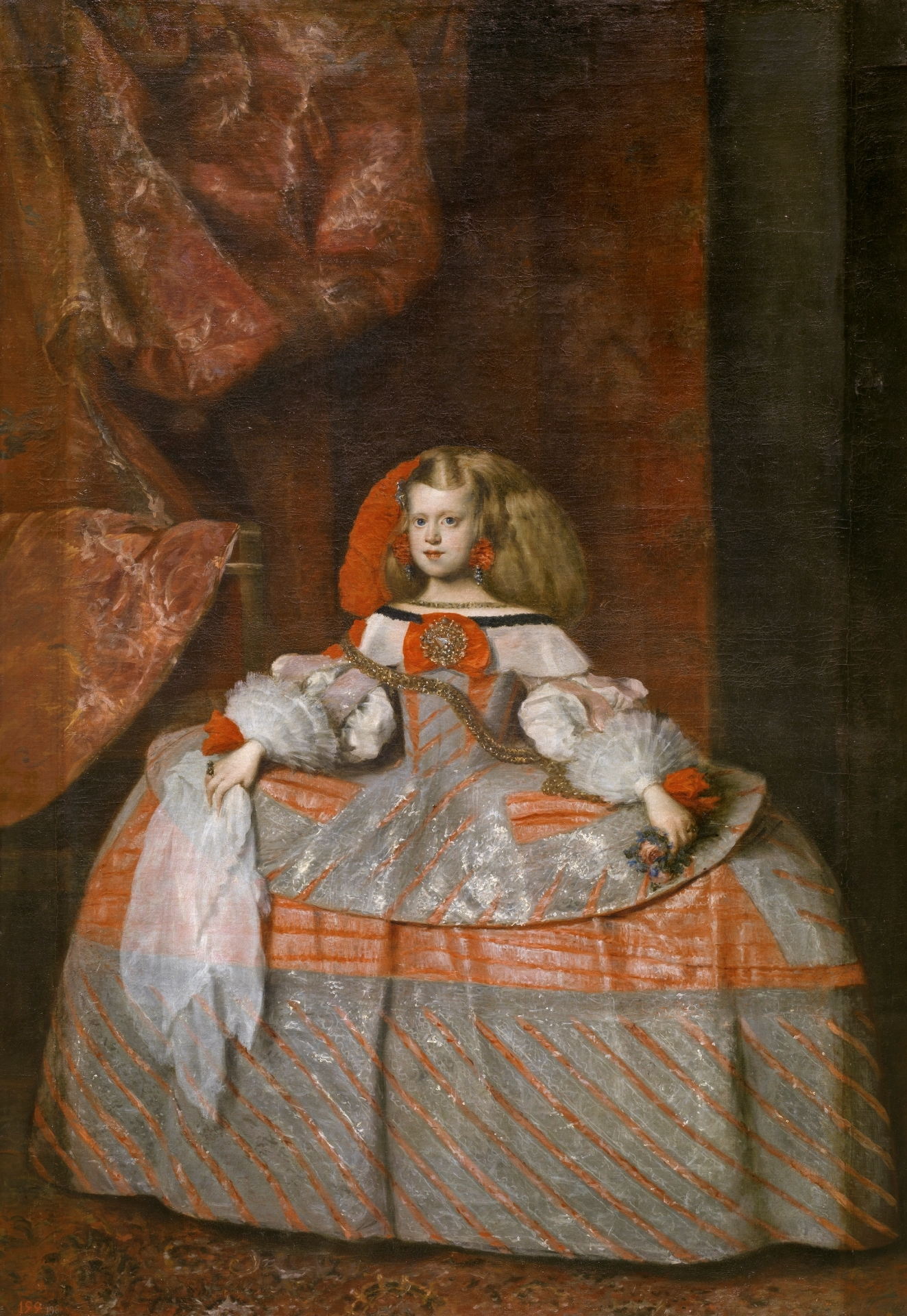
『マルガリータ・テレサ王女』（10歳、デル・マーソ画、プラド美術館収蔵）

マルガリータは父王の大のお気に入りで、フェリペ4世は手紙の中でマルガリータを「私の喜び」と呼び、ディエゴ・ベラスケスらの宮廷画家たちに彼女の肖像画を多く描かせた。マルガリータには弟のカルロスとは違い、スペイン・ハプスブルク家とオーストリア・ハプスブルク家との間で幾重にも結ばれてきた近親婚の大きな悪影響は見られなかった。

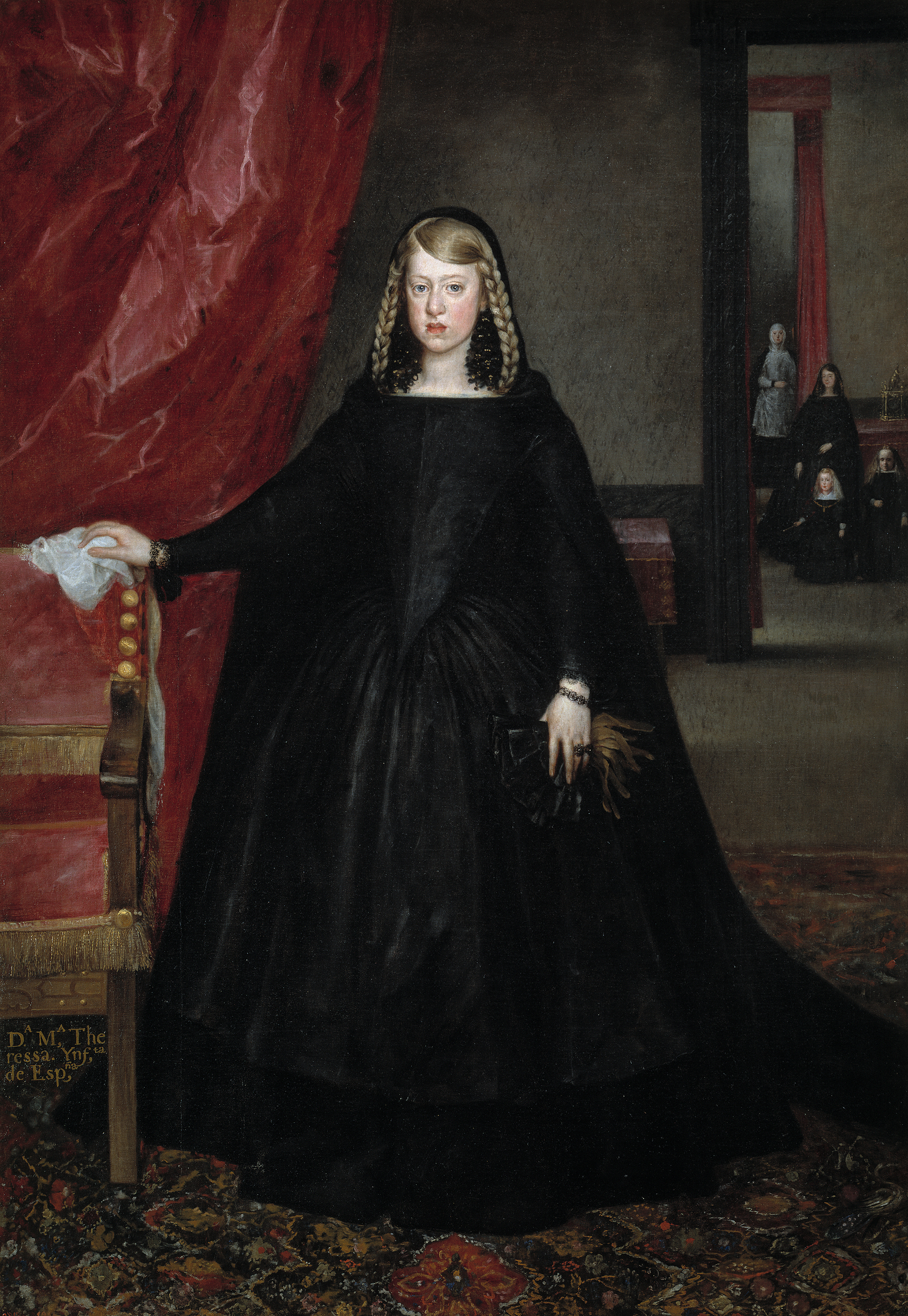
婚礼を前に、父王の喪に服す王女（15歳、デル・マーソ画、プラド美術館収蔵）

マルガリータは長い結婚交渉の末、両ハプスブルク家の間の伝統的な政略結婚に則り、フェリペ4世死去の翌1666年の復活祭の日に母親の実弟で11歳年上の神聖ローマ皇帝レオポルト1世と代理結婚式を挙げた。同年12月、15歳の花嫁マルガリータがウィーンに輿入れすると、両人そろっての正式な結婚式が盛大に執り行われた。真冬に行われた皇帝の結婚式の祝賀ムードは、春先の四旬節にいたるまで続いた。
結婚式に際しては、作曲家アントニオ・チェスティによるオペラ『黄金の林檎』（Il pomo d'oro）が上演されたが、これはアルプス以北で行われた最初のオペラ公演だったと言われている。レオポルト1世はこのオペラ上演のために、ホーフブルク宮殿の隣に自分専用の劇場を築かせた。9時間の上演時間と、そのために費やされた10万グルデンもの出費は、長い間ヨーロッパ中の語り草となった。このオペラの一部の台本は、音楽好きな皇帝が新妻のために自分で執筆したものであった。
マルガリータは夫である皇帝を「叔父上さま」（Onkel）と呼び、皇帝は妻をドイツ語の愛称で「グレートル」（Gretl）と呼んでいた。2人の縁組は長く計画されていたものであり、スペイン宮廷は「お見合い」の代わりに、ベラスケスに描かせたマルガリータの3点の肖像画をウィーン宮廷に送っている。それぞれマルガリータが3歳、5歳、8歳の時の肖像であるが、これらの絵画は現在はウィーンの美術史美術館に所蔵されている。
マルガリータは非常に信心深い女性で、自分が何度も流産するのはユダヤ人が近くにいるせいだと考え、皇帝を説き伏せてウィーンからユダヤ人を追放している。また彼女は、夫と音楽に対する関心を共有していた。結婚生活は幸福で、皇帝夫妻は6年間の結婚生活で4人の子供を授かったが、成育したのは娘のマリア・アントニア（1669年 - 1692年）だけであった。またマルガリータは非常に華奢で、幼い頃から甲状腺腫に苦しんでいた。
マルガリータがスペインから連れてきた随員の打ち解けない態度や傲慢さのせいで、ウィーン宮廷には反スペイン感情が高まり、その悪感情はそのままうら若いマルガリータに向けられた。廷臣達は病弱なマルガリータが死の床に就くと、臆面もなく彼女がいなくなることを喜び、レオポルト1世の再婚相手探しに乗り出すという有り様だった。こうした宮廷人たちの心無い振る舞いに苦しんでいたマルガリータは、7度目の妊娠中の1673年に死去した。21歳で亡くなるまでに多くの妊娠を経験し、体がすっかり弱っていたのだった。
マルガリータの死去と同じ1673年に、レオポルト1世は同族（オーストリア・ハプスブルク家のチロル系の分枝）のクラウディア・フェリーツィタス大公女と再婚した。
レオポルト1世はマルガリータとの結婚により、潜在的なスペイン王位請求権を獲得したと見なされていた。一方、フランス王ルイ14世もまたマルガリータの異母姉マリア・テレサとの結婚を通じて、同様の権利を主張していた。1698年、スペイン王カルロス2世は、同母姉マルガリータのただ一人の孫であるバイエルン選帝侯世子ヨーゼフ・フェルディナントを王位継承者に指名したが、ヨーゼフ・フェルディナントは翌1699年に7歳で夭折した。レオポルト1世とルイ14世が次なるスペイン王位継承者をめぐって互いに譲歩しない姿勢を通したことから、スペイン継承戦争が勃発することになる。

## 系譜
| マルガリータ・テレサ | 父: フェリペ4世 (スペイン王)[5] | 祖父: フェリペ3世 (スペイン王)             | 曽祖父: フェリペ2世 (スペイン王)                |
| マルガリータ・テレサ | 父: フェリペ4世 (スペイン王)[5] | 祖父: フェリペ3世 (スペイン王)             | 曽祖母: アナ・デ・アウストリア[1]               |
| マルガリータ・テレサ | 父: フェリペ4世 (スペイン王)[5] | 祖母: マルガレーテ (オーストリア大公女)[4] | 曽祖父: カール2世 (オーストリア大公)            |
| マルガリータ・テレサ | 父: フェリペ4世 (スペイン王)[5] | 祖母: マルガレーテ (オーストリア大公女)[4] | 曽祖母: マリア・アンナ（バイエルン公女）[2]     |
| マルガリータ・テレサ | 母: マリアナ・デ・アウストリア  | 祖父: フェルディナント3世 (神聖ローマ皇帝) | 曽祖父: フェルディナント2世 (神聖ローマ皇帝)[4] |
| マルガリータ・テレサ | 母: マリアナ・デ・アウストリア  | 祖父: フェルディナント3世 (神聖ローマ皇帝) | 曽祖母: マリア・アンナ（バイエルン公女）[3]     |
| マルガリータ・テレサ | 母: マリアナ・デ・アウストリア  | 祖母: マリア・アナ・デ・アウストリア[5]    | 曽祖父: フェリペ3世 (スペイン王)                |
| マルガリータ・テレサ | 母: マリアナ・デ・アウストリア  | 祖母: マリア・アナ・デ・アウストリア[5]    | 曽祖母: マルガレーテ（オーストリア大公女）[4]   |

系譜の中に、複数の叔姪婚が含まれている（赤字が姪）。マルガリータ自身も先述の通り、夫となったレオポルト1世は母の弟（叔父）であり、また祖父フェリペ3世を同じくする従兄であり、曽祖父カール2世大公を同じくする又従兄であり、極めて近い血縁関係にあった。
1. 皇帝マクシミリアン2世と、フェリペ2世の妹マリアの子であり、叔父と姪の結婚である。
2. カール2世妃マリア・アンナは、バイエルン公アルブレヒト5世と、カール2世の姉アンナの間の娘であり、叔父と姪の結婚である。
3. フェルディナント2世妃マリア・アンナは、アルブレヒト5世の息子ヴィルヘルム5世の娘。
4. 共にオーストリア大公カール2世の子で、兄妹。
5. 共にフェリペ3世の子で兄妹、2人の姉にフランス王ルイ13世妃アンヌ・ドートリッシュがいる。

## 子女
長女のマリア・アントニアのみが成人したが、その全ての子が夭折し、マルガリータ・テレサの血統は絶えている。
- フェルディナント・ヴェンツェル（1667年 - 1668年）
- マリア・アントニア（1669年 - 1692年） - 1685年、バイエルン選帝侯マクシミリアン2世エマヌエルと結婚
- ヨハン・レオポルト（1670年）
- マリア・アンナ（1672年）

## 絵画モデルとして

ラス・メニーナス（プラド美術館収蔵）

レオポルド1世との見合い用に、ディエゴ・ベラスケスの手によるマルガリータ王女の肖像画が複数贈られており、現在もウィーンの美術史美術館が収蔵している3枚は可憐な王女の姿も相まって、いずれもベラスケスの代表作として知られている。特にプラド美術館が収蔵している「女官たち」（原題：ラス・メニーナス）は傑作として名高い。デル・マソの描いたフェリペ4世の喪に服す王女の肖像画にも、ラス・メニーナスは強い影響を与えている。

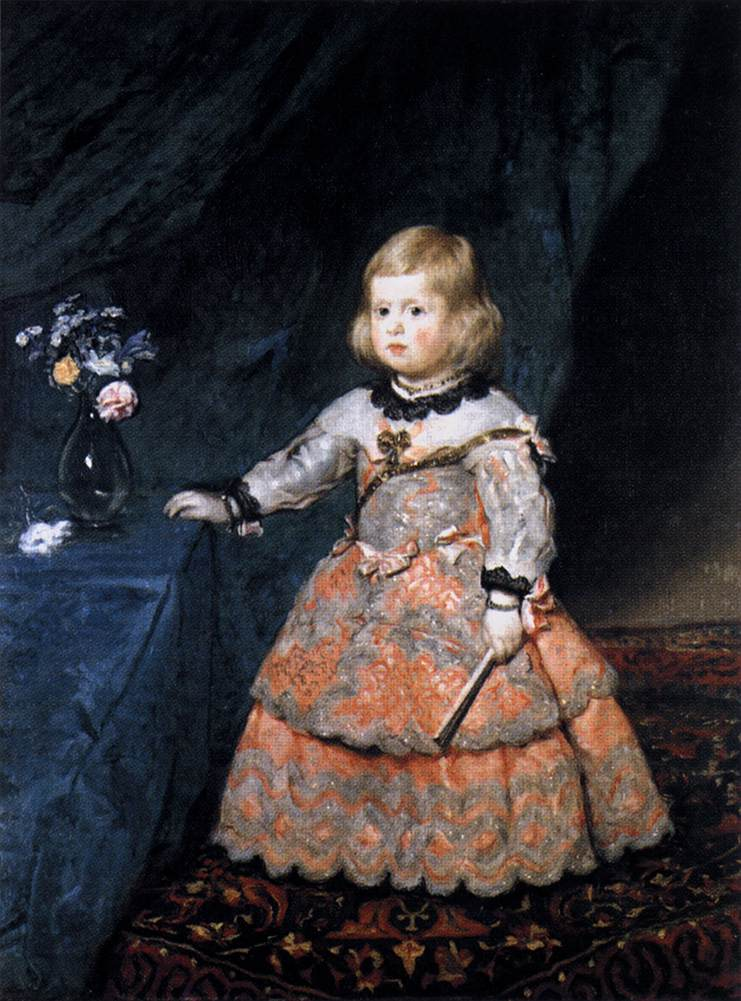
『ピンクのドレスのマルガリータ王女』（3歳、美術史美術館収蔵）
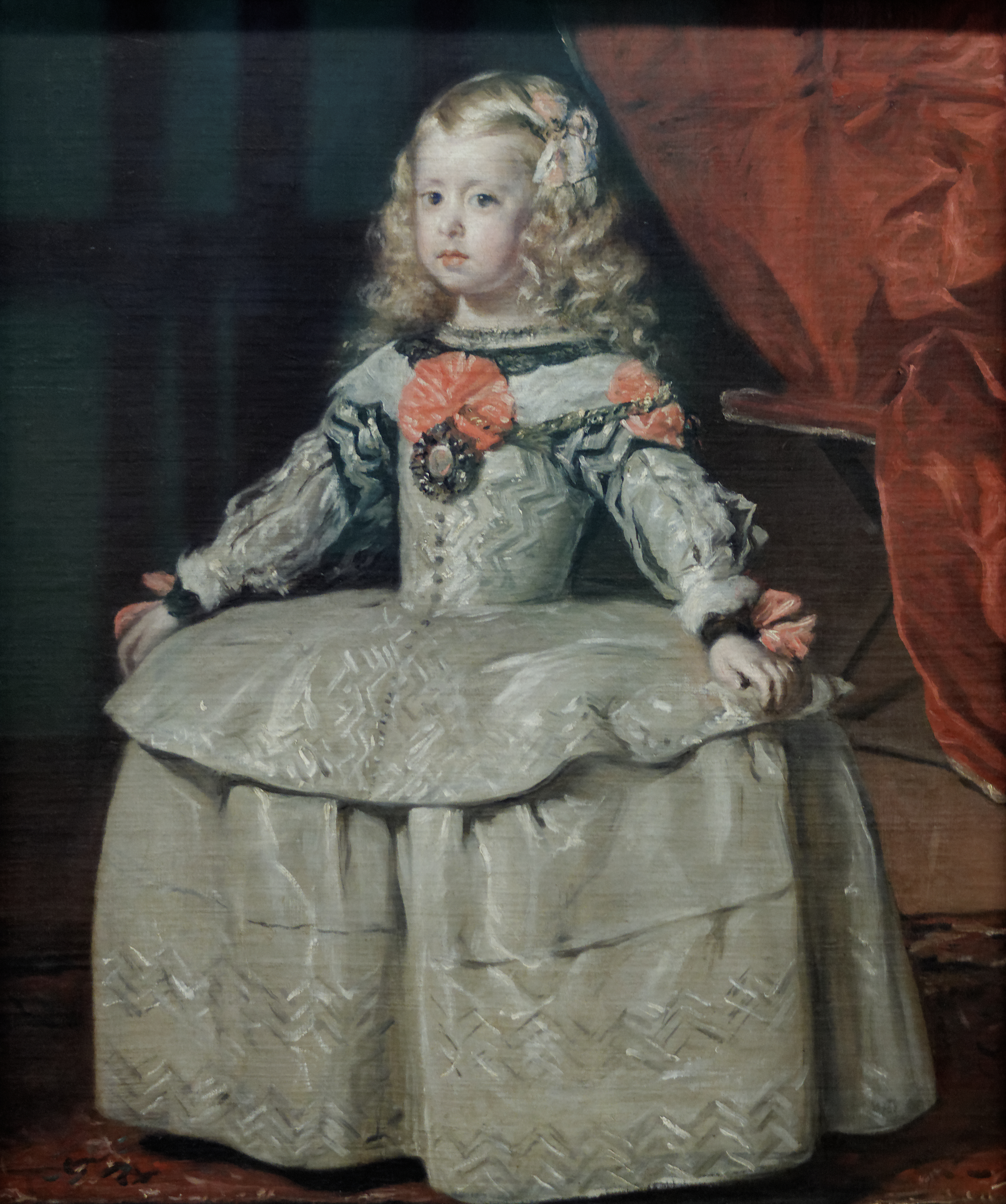
『白いドレスのマルガリータ王女』（5歳、美術史美術館収蔵）
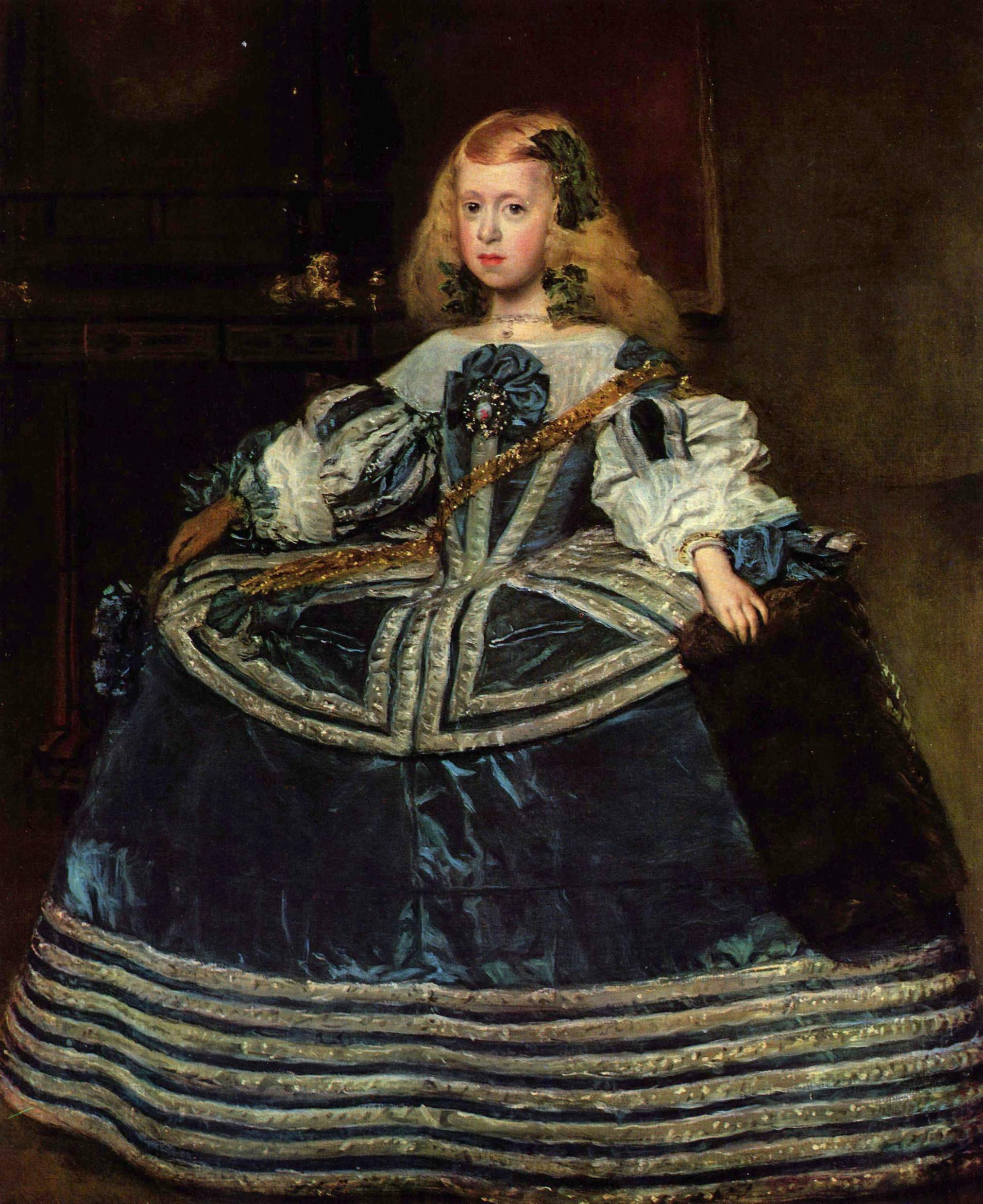
『青いドレスのマルガリータ王女』（8歳、美術史美術館収蔵）